# Dragon Age: Inquisition
A Dragon Age: Inkvizíció egy a BioWare által fejlesztett és az Electronic Arts által közzétett akció-szerepjáték. Ez a Dragon Age: Vérvonalak és a Dragon Age II folytatása, és ezzel a harmadik nagyobb játék a Dragon Age franchise-ban.

## Játékmenet
A BioWare azt tervezi, hogy a sorozat korábbi két játékából, a Dragon Age: Vérvonalak-ból és a Dragon Age II-ből is visz bele elemeket a Dragon Age: Inkvizíció megalkotásába. A játék jellemzője lesznek a nagyobb méretű környezeteket, mellette sokkal több felfedezési lehetőséggel.
A BioWare megerősítette, hogy többféle játszható fajok visszatérnek, mind férfi és nő. A játékosok játszhatnak emberként, törpeként vagy tündeként éppúgy, mint a Dragon Age: Vérvonalak-ban. Továbbá még a Qunarik is játszhatók.
Azonban a harc várhatóan eltér majd némileg az elődökétől, és nagyobb hangsúlyt fektet a játékos összetartó csapatot előkészítő, elhelyező és formáló képességére annak csapattagjaiból, így igényelve kevesebb ismétlődő ujjverést, de jobb gondolkodást. A taktikai nézet szintúgy visszaköszön mind az öt platformon a Dragon Age: Inkvizíció-ban, minthogy korábban a Dragon Age: Vérvonalak-nál kizárólag PC-re volt, amit a Dragon Age II esetében pedig kivettek.
Átdolgozásra került a játék szerelmi szemszöge. Ugyanis a BioWare korábbi ajándékozásra és párbeszélgetésre alapozott rendszerével szemben, a románc a minden karakter esetében sajátos eseményekre és változókra való reagáláskor fordul elő, ami "érett és ízléses" szex jelenetekkel végződik majd.
A fejlesztők megfogadták rajongóiknak, az elődökhöz viszonyítva azt, hogy a sorozat folyamán hozott döntések nagyobb hatással lesznek majd a történetre, és azt is, hogy a játékosnak több beleszólása lesz a játékélménybe.
A testreszabhatóság a következő játékban állítólag ki lesz bővítve. A fejlesztők főként arról mondtak beszédet, hogy a felszerelés hogyan lenne kezelve a csapattagok esetében. Leírtak egy helyzetet, amelyben a játékos talál egy mellvértet és elhatározza, hogy egy csapattagjának adja; attól függően, hogy melyik csapattag kapja meg, a mellvért automatikusan beigazítja alakját és esztétikáját annak érdekében, hogy illeszkedjen arra az adott karakterre, mialatt továbbra is fenntartja annak identitását. Továbbá olyan utalást is tettek, hogy a páncél testreszabása elmegy egészen annak színének és mintájának megváltoztatásáig is.
A játékosok még saját vártornyaikat is képesek lesznek testreszabni, amelyeket kémkedéshez, kereskedéshez és katonai hatalom gyakorlásához is testre lehet szabni, a játékos választotta vártorony típusától függően. A játékos továbbá kapni fog egy sor opciót a vártorony körüli terület befolyásolására, úgymint szoborépítés vagy a nyílások befedése. A játékosnak noha nyilván nem lesz elegendő erőforrása az összes rendelkezésre álló opcióra, mivel az Inkvizíció erőforrásai is végesek.
Laidlaw megerősítette, hogy a játékosok valószínűleg némileg képesek lesznek mentési fájljaikat beimportálni az első két játékból a Dragon Age: Inkvizíció-ba, "hogy alátámasszák a világ következetességét".
Ray Muzyka, a BioWare egykori vezérigazgatója egy a Wired.com-mal folytatott interjújában azt mondta a Dragon Age: Inkvizíció-t több nyílt világú játék befolyásolná, mint például a The Elder Scrolls V: Skyrim, amelyet a BioWare "agresszívan nézeget". Továbbá, a fejlesztők megígérték rajongóiknak, hogy nem fogják újrafelhasználni a környezeteket, ami fő problémának tekintettek a Dragon Age II-ben. A játék sokkal nyílt-világúbb természetének tekintetében a BioWare kijelentette, hogy míg a Skyrim-et nézték ihletért, nem egészen lesz az olyan nyitott.
A játékosok vártornyok vagy erődök bevételével képesek lesznek befolyást szerezni a világ területei felett. Amint az Inkvizíciónak bázisa lesz a térségben, adott esetben új területek nyílnak meg és válnak elérhetővé a játékos számára. Ezek a területek azelőtt el lehettek zárva, mint például egy veszélyes gáztól. Az ilyen területek megnyitásával a játékosok nem csak hogy képesek lesznek felfedezni egy terület egészét, de a korábban elérhetetlen területeket és mellékküldetéseket is meg tudják majd látogatni.
Az Inkvizíció jellemzője lesz még továbbá kétféle harcrendszer is. Az első emlékeztet arra, amely megtalálható a legtöbb akció RPG-ben, ideértve a Dragon Age II-t is. Ez a rendszer cselekvés-orientált és a játékost egy tipikus váll-fölötti külső nézetes stílusban követi. A második közelebb áll a régi RPG-jékhez, ideértve a Dragon Age: Vérvonalak-at. Ez a harcrendszer lehetővé teszi a játékosok számára, hogy megállítsák a játékot, helyeket és parancsokat osszanak ki a csapatukban lévő karaktereknek, majd aztán folytassák a játékot, hogy lássák eljátszva is. A második, stratégiaibb harcrendszer használata során a kamera közelebb áll majd a felülnézethez az akció alapú harcrendszer szokásos váll-fölötti külső nézetes stílusa helyett. Ennek a harcrendszernek az elnevezése "Taktikai nézet", és lehetővé teszi a csapdaelhelyezést, amíg a játék meg van állítva.
A játékos döntése állítólag nagy szerepet játszik az Inkvizíció-ban, mivel a játékosok irányítják az Inkvizíció vezetőjét, az Inkvizítort. Ez azt jelenti, hogy a játékos által meghozott döntések küldetéseket és egész területeket zárhatnak el. Egy ilyen példa egy falu elpusztítása lenne, ami azt jelenti, hogy míg ez a terület ugyan továbbra is elérhető, az ahhoz a területhez kapcsolódó egyetlen tartalom sem hozzáférhető. Noha ez mindkét irányban működik, mivel a korábban elérhetetlen területek elérhetők erődök vagy vártornyok bevétele révén.
Az Inkvizíció egy a HUD tetején átmenő Skyrim-féle stílusú iránytű sávval rendelkezik. Ez a navigációs sáv jelöli mind a felfedezett, meglátogatott helyszíneket és a még megtalálásra várókat. A felfedezetlen helyek egy "?"-lel jelennek meg a navigációs sávon.
A játékosok képesek csapatuk bármely tagja felett átvenni az irányítást csata közben, és használni mindegyik karakter különleges képességét, hogy segítse őket bizonyos típusú ellenségek ellen a csatában.
Az Inkvizítorként azt is a játékosok döntik el, hogy az Inkvizíció képviselői és seregei miként kerüljenek bevetésre. Ebbe beletartozik az ellenségek általi támadások elöli visszavonulás is.
A játék szolgál némi pusztíthatósággal, minthogy a játékosok képesek elpusztítani fahidakat, ami besegít az ellenségek gyorsabb megadásra kényszerítésében, kapukat, rekeszeket, stb.
A különféle régiók, amik a játékvilágot alkotják, szintileg nem skálázódnak. Ezek állandó szintűek, ami azt jelenti, hogy a játékosok akár túl gyengék vagy erősek is lehetnek az abban a régióban található ellenségekhez.

## Díszlet
A Dragon Age: Inkvizíció Thedas földrészén fog játszódni, a fantázia világban, melyben az előző két játék is játszódik. A játék elődjeihez képes több földrajzi területre fog kiterjedni, egyetlen, Ferelden méretének 4-5-szöröseként leírott térképpel, a sorozatban első játékának elrendezése. A fejlesztők az mondták, hogy a következő játék valószínűleg valahol "franciásabb" helyen lesz, melyet a rajongók Orléz földjeként ismertek fel. A Dragon Age: Szétválasztva (Dragon Age: Asunder) és A leplezett birodalom (The Masked Empire) c. kiegészítő regényekben leírt eseményeket követően, az uralkodó Császárné és egy az unokatestvére, Gaspard Nagyherceg által vezetett erőteljes nemes párt között polgárháború tört ki Orlézben. Ezzel egyidejűleg a Mágusok Köre megveszett, részben a Dragon Age II eseményeinek következtében, a Templomos Rend pedig elszakadt a Káptalantól, hogy a mágusok ellen saját polgárháborújukat folytathassák.
Az Inkvizíció-ban bejárható terület sokkal nagyobb, mint mind a Dragon Age: Vérvonalak-ban és a Dragon Age II-ben, és állítólag két országot fed le meg a köztük lévő földet. Az országok: Ferelden (a Dragon Age: Vérvonalak színtere) és Orléz, egy azon belül elhelyezkedő Pagonyként ismert földdel együtt.

## Cselekmény
Mike Laidlaw Kreatív igazgató megerősítette, hogy a Dragon Age: Inkvizíció általános cselekménye "a világ megmentése önnön magától" lesz. A történet a játékban sokkalta nyitottabb végű lesz ellentétben a korábbiakkal, ahol a történetek egyenesebbek voltak. Elsősorban egy mindent átfogó polgárháborút fog maga után vonni a mágusok és templomosok között, a két alapítvány, melyek a Dragon Age II főcselekményét alkotják.
David Gaider Dragon Age író szerint az első játék Megbízottjának (Warden) története "véget ért", és Hawke, a második játék főhősének története jövőbeli Dragon Age II letölthető tartalmak útján lenne befejezve, bár a BioWare azóta bejelentette ezen jövőbeli tartalmak végét. Evégett, akárcsak az előző játékok, a Dragon Age: Inkvizíció is egy új főhőst mutat be. Megerősítésre került, hogy a karakter beszéde teljesen szinkronizálva lesz, és hogy visszatér a párbeszéd kerék a Dragon Age II-ből. Azonban, egy Twitter posztban, Mike Laidlaw BioWare alkalmazott megemlítette, hogy más karakterrel játszani "nem jelenti, hogy régi karaktered nem jelenhet meg soha a jövőbeli játékokban", ami azt jelezheti, hogy a játékos képes lehet találkozni eredeti főhőseivel.
Mike Darrah gyártásvezető a BioWare közösségnek írt nyílt levelében azt mondta: "Ma nem fogunk a játék történetéről beszélgetni. Bár a címből lehet találgatni."
Június 20-án, Gaider felvetette, hogy Morrigan gyermeke (kinek létezése a játékos Dragon Age: Vérvonalak-ban hozott döntéseitől függ) "több, mint egy futó utalással is rendelkezhet" a hamarosan elérkező játék cselekményében.
A játékosok az Inkvizítor szerepébe bújnak és az Inkvizíció hadereit vezetik. Az Inkvizíció vezetőjeként a játékosok döntéseket és elhatározásokat hozhatnak, úgymint eldönteni, hogy hadsereget küld egy területre erődök vagy vártornyok bevételével. Amint megtörtént a bevétel, a terület új szekciói válhatnak elérhetővé nagyobb felfedezést, új küldetéseket és jutalmakat téve lehetővé ezzel.
Az egyik csoport, amivel az Inkvizítor és az Inkvizíció szembe néz az a Vörös templomosok, egy másik pedig a Venatori (Vadászat).

## Fejlesztés
A Dragon Age: Inkvizíció legelőször nem hivatalosan a Twitter-en lett bejelentve, 2011. május 19-én, a BioWare Kreatív vezetője, Alistair McNally részéről.
2012. március 19-én, közel két héttel azután, hogy a BioWare kiadta a Mass Effect 3-at, Mike Laidlaw Kreatív igazgató azt tweet-elte, hogy befejezték a Dragon Age II tartalmain való munkát. Mark Darrah Gyártásvezető megemlítette, hogy a BioWare-nek eredetileg voltak tervei egy "Exalted March"-nak címzett kiegészítő csomagra, hogy feltüntessék a Dargon Age II első évfordulóját, ám törölték azt a sorozat más lehetőségeinek kifejlesztésének javára. Noha a Dragon Age: Inkvizíció hivatalosan nem került bejelentésre, Darrah arra kérte a rajongókat, hogy adjanak visszajelzést, hogy mit szeretnének látni a jövőbeli Dragon Age folytatásokban.
A Wedbush Securities elemzője, Michael Pachter feltételezése szerint a Dragon Age: Inkvizíció valamikor úgy 2014 táján jelenhet meg. A címet vélhetően 2013 utolsó negyedében tervezték kiadni, de Pachter felvetése szerint el lett halasztva, hogy a BioWare és a videójáték kiadó Electronic Arts kijavíthatja a Star Wars: The Old Republic és a Mass Effect 3 problémáit és új tartalmakat hozhatnak létre hozzájuk. Azonban számos BioWare fejlesztő, úgymint Mary Kirby, állította, hogy ez nem volt pontos, kijelentve, hogy "a Dragon Age III fejlesztése nem lesz elhalasztva a BioWare más játékai miatt."
2012 szeptemberében, Mark Darrah, a Dragon Age gyártásvezetője egy nyílt levélben felfedte, hogy a Dragon Age III, Dragon Age III: Inkvizíció címmel, hivatalosan fejlesztés alatt állt, és azóta a bejelentést megelőzően már körülbelül tizennyolc hónapja.
A 2013-as E3-on a bemutató videóval mellett bejelentették, hogy a játék 2014 ősze tájékán debütálna, és azt, hogy a cím immár egyszerűen csak Dragon Age: Inkvizíció lenne, elhagyva a "III"-as római számot.
2014. március 6-án a BioWare kiadott egy előzetes videót a Dragon Age: Inkvizíció-hoz Discover the Dragon Age (Fedezd fel a Dragon Age-et) címmel, bemutatva az egyes tájakat, amelyeket a játék során fel lehet fedezni.
2014. április 22-én a BioWare újra kiadott egy a játék menetét felvázoló előzetest a Dragon Age: Inkvizíció-hoz, és megerősítve egy 2014. október 4-ei kiadási dátumot.
Legutolsó módosítási dátum: 2014. november 21. lesz.

## Kiadás előtti fogadtatás
A Dragon Age: Inkvizíció kiadása előtti hozzászólások általában véve pozitívak voltak. Jason Schrier, Kotaku írónak nagyon jók voltak az első benyomásai, megjegyezve a játék látszólagos törekvését és a BioWare képességét, hogy meghallgassa a rajongókat. A GamesRadar a második legjobbjaként szerepeltette a játékot a PAX 2013-on bemutatva, véleményezve annak nyitottságát és harcát. John Walker a Kő, Papír, Sörétes-től örömmel hallott a felső nézetes kamera visszatéréséről, noha elővigyázatos maradt; miután játszott a demóval, azt mondta, hogy "derűlátó maradt, de tájékozatlan."